# (1484) Postrema
(1484) Postrema ist ein Asteroid des Hauptgürtels, der am 29. April 1938 vom russischen Astronomen Grigori Nikolajewitsch Neuimin am Krim-Observatorium entdeckt wurde.
Postrema ist das lateinische Wort für „das Letzte“, im Sinne von: Der letzte Asteroid des Entdeckers – was sich allerdings nicht bewahrheitete.